# Horacio Franco
Horacio Franco   (Ciutat de Mèxic, 11 d'octubre de 1963) nom artístic de Horacio Daniel Franco, és un músic, professor i director d'orquestra mexicà, destacat en la interpretació de la flauta dolça. Franco ofereix una mitjana de 150 concerts a l'any, en el qual integra música clàssica, popular i tradicional. Atén per igual presentacions en sales de concert connotades com en escoles o places públiques. És a més activista pels drets de les comunitats LGBT.
En 1974 va veure a una companya d'escola secundària tocar una peça breu de Mozart en el piano. La família del músic no comptava amb recursos per comprar-li un, per la qual cosa va decidir estudiar i interpretar flauta i violí, instrument que va triar per estudiar, abans de complir la majoria d'edat al seu país, en el Conservatori Nacional de Música de Mèxic.
La carrera de flauta dolça no existia en aquest centre d'estudis. Després de demanar una audició al llavors director de l'Orquestra de cambra del conservatori, Icilio Bredo, escoltar-li tocar una peça de Vivaldi, est li va permetre ser solista amb aquest assembli. Als 13 anys, el 12 d'abril de 1978, va interpretar el Concert en la menor de Vivaldi per a flauta de bec i acompanyament instrumental de Vivaldi, acompanyat de l'esmentada orquestra. Li va ser permès fundar la carrera de flauta dolça en el conservatori mexicà.
Va prosseguir els seus estudis en el Conservatori d'Holanda amb Marijke Miessen i Walter van Hauwe, on va obtenir el grau de solista cum laude.
Entre 1986 i 1994 va formar amb Luisa Durón i Bozena Slawinska el Trio Hotteterre; entre 1993 a 1998 va ser fundador, director i intèrpret de la Capella Cervantina, que es convertiria en la Capella Barroca de Mèxic, un assembli dedicat a la interpretació i recerca de la música barroca amb instruments i intèrprets especialitzats en aquest període musical. Fundaria també en aquests anys l'Orquestra Barroca Capella Puebla.
Diversos autors han escrit música perquè Franco la interpreti com Graciela Agudelo, Lucía Álvarez, Karl Bellinghausen, Sergio Berlioz, Sebastián Castagna, Sergio Cárdenas, Daniel Catán, Jorge Còrdova, Luis Jaime Cortés, Gal Durán, Felipe De Jesús Sánchez, Juan Fernando Durán, Itziar Fadrique, Víctor García Pichardo, Teófilo Gözman, María Granillo, Rosa Guraieb, Manuel, Alejandro Gutiérrez, Déborah Hadaza, Rafael Hubberman, Hector Infanzón, Martha Lambertini, Ana Lara, Mario Lavista, Paul León, Fernando Lomelí, Armant Lluna, Juan Marcial Martínez, Antonio Navarro, Gabriela Ortiz, Emmanuel Ontiveros, Hilda Parets, Jerónimo Rajchenberg, Rodolfo Ramírez, Ricardo Cingle, Marcela Rodríguez, Pablo Rubio, Rafael Rom Tavizón, Carlos Sánchez, Israel Sánchez, Alejandro Silva, Eduardo Soto Millán, Salvador Torre, Armando Torres, Eugenio Toussaint, Michael Wolpe i Ricardo Zohn.
Com a director d'orquestra ha estat convidat a conduir les següents agrupacions musicals: Cappella Cervantina (1993-1998), Camerata de la Filharmònica de Querétaro (1995), Orquestra de cambra de Morelos (1995), Solistes Assembli del INBA (1996), Academy of St Martín in the Fields (1997), Georgian Chamber Orchestra, (1997), Camerata Aguascalientes, (1998 a 2001), Orquestra de cambra de la Universitat de l'Estat de Mèxic, (1999), Orquestra de cambra de Belles arts, (2002), Orquestra Barroca Capella Pobla, (2004-2005), Camerata de Coahuila (2004 a 2008), Cappella Cervantina (2007), Cor de Madrigalistas de Belles arts (2008 i 2010 a 2011), Orquestra Filharmònica de l'Estat de Querétaro (2008) i l'Orquestra Filharmònica de la Ciutat de Mèxic (2008 i 2009).

## Enregistraments
- Trio Hotteterre, 1987, Discos Luzam
- Solistes de Mèxic director Eduardo Mata, 1988
- Música Mexicana per a flauta de bec, 1991, Cenidim-Quindecim recordings
- Les Folias, Trio Hotteterre, 1992, Discos Peerless
- Cappella Cervantina, Horaci Franc director, 1994, Quindecim Recordings
- Vivaldi Concerti per Flauto, Horacio Franco i Capella Cervantina, 1994, Quindecim Recordings
- Música Contemporània de Càmera vol. 6, Jorge Còrdova, 1994, Estudi Bartok
- Concerto for Recorder and Orchestra, Kibbutzim Chamber Orchestra. Mordechai Rechtmann, director. Michael Wolpe, compositor. Gravat en viu, 1995, producció del compositor
- Música Simfònica Mexicana, concert per a flautes de bec i orquestra de Marcela Rodríguez, OFUNAM, director Ronald Zollman, 1995, Urtext Digital Classics
- Il Gardellino, Horacio Franco i la Camerata Aguascalientes, 1996, Quindecim Recordings,
- Música Barroca Mexicana, Cappella Cervantina Horaci Franc director, 1996, Quindecim Recordings
- The Art of Horaci Franco, Horacio Franco & the Georgian Chamber Orchestra dirigida per Horaci Franco, 1997, Guild Recordings
- Carlos Monsiváis i Horaci Franco, 1997, Veu viva de Mèxic UNAM
- Música Barroca Mexicana Vol. 2. Cappella Cervantina-Horaci Franc director, 1998, Discos K 617-França distribuït a Mèxic per Quindecim Recordings
- Del Medioevo al Danzón Horacio Franco i Víctor Flores, 2002, Quindecim Recordings
- Sol Bach, flauta sola, 2004, Quindecim Recordings
- Sons de Terra i Núvol amb la Banda Filharmònica Mixe del CECAM de Santa María Tlahuitoltepec, 2005, Discos Xquenda
- Capella Pobla, director i solista Horaci Franco, 2005, Quindecim recordings
- De Bach_ els Beatles i uns altres més, Horacio Franco i Víctor Flores, 2005, Quindecim Recordings
- Primer Bach: les 6 Triosonatas BWV 525-530. Horacio Franco i Fabián Espinosa. 2008 Quindecim Recordings
- Extreme life, enregistrament en viu (desembre 2008) de concerts de G.P. Telemann, Antonio Vivaldi i Johann Sebastian Bach. Horaci Franco, director i solista de Cappella Cervantina, 2009 Quindecim Recordings
- Mestissatges Novohispanos. Horaci Franco, amb Asaf Kolerstein, cel·lo, i Santiago Álvarez, clavecín. Obres de Arcangelo Corelli, Johann Sebastian Bach, Louis Antoine Dornell, Francois Couperin, P. Bellinzani, entre d'altres. 2010, Quindecim Recordings
- Llenços de Vent: col·laboració d'Horacio Franco amb Luis Hernández, Ubaldino Villatoro i Cirilo Bressoli. 2011, Puertarbor Produccions. Creditor del premi “Raúl Guerrero”, a la recerca i difusió del patrimoni musical del INAH, 2012.[5]